# الجنس الآخر
الجنس الآخر أو الجنس الثاني (بالفرنسية: Le Deuxième Sexe) هو كتاب مهم في نشأة الحركات النسوية الغربية من تأليف الفيلسوفة الوجودية الفرنسية سيمون دي بوفوار ويعد أحد أفضل كتبها المعروفة، صدر لأول مرة بالفرنسية عام 1949.
تطرح الفيلسوفة في الكتاب معاملة النساء على مر التاريخ، وغالباً ما يعتبر هذا الكتاب العمل الرئيسي للفلسفة النسوية، ونقطة انطلاق لموجة ثانية من النسوية. بوفوار أنهت بحثها وكتبت هذا الكتاب في حوالي 14 شهرا عندما كان عمرها 38 سنة. نشرته في مجلدين وظهرت بعض الفصول الأولى في صحيفة لي تون موديرن (en). وضع هذا الكتاب مسبقاً في الفاتيكان على قائمة الكتب المحرّمة، حيث ألغيت هذه القائمة عام 1966.

## ملخص
كتاب الجنس الآخر لبوفوار هو تحليل مفصل حول تاريخ اضطهاد المرأة. حيث في هذا الكتاب تناقش المؤلفة سؤالين مركزيين: "كيف وصل الحال بالمرأة إلى ماهو عليه اليوم (أي أن تكون "الآخر"؟) وماهي الأسباب لعدم تكتل النساء سوية ومواجهة الواقع الذكوري الذي فرض عليهن.

## موجز

### الكتاب الأول، حقائق وأساطير

#### المصير
القسم الأول في الكتاب بعنوان «المصير» ويتكون من ثلاثة فصول. في الفصل الأول المعطيات البيولوجية حللت بوفوار التركيبة البيولوجية لدى المرأة، ودورها في ترسيخ مكانتها كآخر. وناقشت بوفوار بعض الإدعاءات التي فسرت دونية المرأة من خلال مقارنة ذلك مع دونيتها في العملية الجنسية، خلصت بوفوار إلى النتيجة بأن ترسيخ الوظيفة الجنسية للمرأة وكذلك ضعفها الجسدي أصبحا عاملين مهمين في بلورة مكانتها بسبب تذويتها لمكانتها في المبنى الاجتماعي القائم وقبوله كأمر مفروغ منه، لكن، الإدعاء حول الاختلاف البيولوجي بين الرجل والمرأة لايعطي تفسيرا من وجهة نظر بوفوار لتحول المرأة إلى آخر. في الفصل الثاني وجهة نظر التحليل النفسي تتطرق بوفوار إلى تحليل علم النفس لمكانة المرأة، فناقشت المواقف المختلفة لعلماء نفس رجال، والذين ناقشوا المبنى النفسي للمرأة وتطوره بناء على النموذج الذكري، فعقدة الكترا لدى الإناث وفق فرويد مبنية على سبيل المثال على نموذج عقدة أوديب لدى الذكور، لذا، ليس بالإمكان الالتجاء إلى نظريات علم النفس التحليلي لدعم الإدعاء حول الاختلاف بين الجنسين لسبب مهم: أنها تتطرق إلى الذكر، ومايلائم الذكر لايلائم الأنثى بالضرورة. في الفصل الثالث وجهة نظر المادية التاريخية ناقشت بوفوار التحليل المطريالي تاريخي لوضع المرأة. وفق هذا التحليل فإن وضع المرأة المتدني ناتج عن صراع الطبقات، فيصبغ صراع المرأة بالرجل وفق هذا التحليل بالصبغة الطبقية. نقد بوفوار لهذا التحليل ينبع أساسا من رؤيته كسطحي وغير معبر بصدق عما حدث. فمثلا، ادعاء فريدريك أنجلز بأن الانتقال من نمط الحياة المشترك الذي كان مبنيا على العمل الجماعي في المجتمعات البدائية إلى عمل فردي يكون فيه الرجل هو صاحب الأملاك، هذا الإدعاء سطحي ولايشرح لنا من وجهة نظر بوفوار كيف تم استعباد المرأة كما أنه لايشرح العلاقة بين الإنسان والملكية التي هي أساس المؤسسات الاجتماعية. بوفوار توسع نقدها ضد ادعاء انجلز الأساسي: أي المشابهة بين وضع المرأة وبين وضع طبقة العمال. فتشير الكاتبة إلى عدم شرعية هذه المشابهة لسببين رئيسيين: العامل أنتج وعيا ذاتيا يمكنه من التمرد بالسيد. أما المرأة فإنها عاشت مع الرجل، وتتضامن معه، فالمرأة البيضاء تشعر بالقرب من الرجل الأبيض أكثر منه من المرأة السوداء وهلم جرا. السبب الآخر بيولوجي فالمرأة ليست عاملا فقط بل هي أيضا ذات وظيفة إنجابية، وهي وظيفة لاتقل أهمية عن الجانب الإنتاجي لديها، حيث أن إنجاب الأطفال في مرحلة معينة يكون أهم من العمل بالمحراث.

#### تاريخ
في القسم الثاني، تحت عنوان «تاريخ» قامت بوفوار بإعطاء تحليلها وشرحها لوضع المرأة والمرتكز على رؤيا تاريخية. وفق بوفوار، التاريخ وحده كفيل بإعطائنا الإجابات. فتفحص من خلال تاريخ البشرية الموقع الاجتماعي والاقتصادي والثقافي والقيادي للمرأة، وصولا إلى الحاضر في محاولة منها لإنارته. خلال هذه المراجعة للماضي تثبت بوفوار بأن كل القوى ذات التأثير كانت بيد الرجل، وأن التاريخ تحقق من رؤيته هو وفهمه هو للواقع، بصورة أدت في نهاية المطاف إلى إنتاج المرأة بصورة الآخر المطلق له. وفق تحليلات سيمون دي بوفوار، في بداية الإنسانية، حيث كانت القبائل متنقلة، عمل الرجل والمرأة سوية. أيام الطمث والحمل صعبت على المرأة في أخذ دور أكثر فاعلية. الرجل اكتسب أهمية أكبر في مرحلة لاحقة بسبب عمله في الصيد ومواجهته المخاطر. مواجهة المخاطر اعتبرت في نظر المجتمعات البدائية إحدى الأمور التي تعطي الأفضلية للفرد، وهو مالم تستطع المرأة القيام به بسبب انهماكها في الحمل (إذ انعدمت في تلك الفترة موانع الحمل والخ). في المقابل، بسبب القيمة المنخفضة للحياة البشرية، لم يعتبر انجاب الأطفال عملا ذو أفضلية. وفق النتيجة التي توصلت إليها بوفوار، الجنس البشري لايعطي الأفضلية للجنس الذي ينجب بل للجنس الذي يقتل. في محاولة من الرجل للحفاظ على الامتيازات التي حصل عليها، أنتج مجإلا أنثويا ومجالا ذكوريا. لكن، في هذه المرحلة لم تكن فوقية الرجل ملموسة ومؤسسة كما حدث لاحقا، لدى استيطان هذه القبائل في أماكن ثابته. الاستيطان في أماكن ثابته حول هذه القبائل (بسبب تغير طريقة حياتها) إلى قبائل زراعية. لدى هذه القبائل الاستيطانية تغيرت النظرة إلى الولادة فأصبحت ايجابية: هذه القبائل أصبحت تقدس الآباء القدامى وتصبوا للاستمرارية. لذا، المرأة أصبحت ذات وظيفة مهمة، فعن طريقها تحافظ القبيلة على استمراريتها. النظرة إلى المرأة باتت تعتريها مسحة من التقديس، فصورت الآلهة على إنها من الإناث. الرجل، بسبب عدم تقيده كالمرأة بمسائل الإنجاب وبسبب قوته الجسدية طور أدوات العمل الزراعية، ومن ثم جلب العبيد ليعملوا بالأرض التي وسع نفوذه فيها، فيما انحصرت مملكة المرأة رويدا رويدا في البيت. مع حصول الرجل على الأملاك تحولت المرأة إلى ملك له. ومع ظهور الأملاك، انهار منصبها وارتبط تاريخها بالأملاك الشخصية وبالإرث التي تعطي القيمة لمالكها، القوة والسلطة. فأصبح الأطفال، الأراضي، المال والخ كلها أمور تابعة للرجل. وهنا نشأت المؤسسات الذكورية الأبوية بحيث تكون الأنثى ملكا للرجل- الأب، الأخ، الزوج.
في تتمة الفصل حللت بوفوار واقع المرأة مرورا بالحضارة اليونانية والرومانية والعصور الوسطى، مرورا بالثورة الفرنسية ووصولا إلى النصف الأول من القرن العشرين، بناء على هذا المبنى من علاقات القوة الذي نشأ بين الجنسين، بحيث أن هذه المجتمعات عملت على الأغلب على ترسيخ هذا المبنى.

#### أساطير
في القسم الثالث المسمى «أساطير» تتطرق بوفوار إلى أساطير مختلفة حول المرأة ترمي إلى اختزالها واحتواء الحقيقة الوحيدة للمرأة، بحيث تصبح الأسطورة هي الواقع، والمرأة التي لاتتوفر فيها شروط الأسطورة (مثلا أسطورة عدم طهارة المرأة وقت الطمث) هي إنسانة شاذة، فلا يتم النظر إلى الأسطورة على أنها هي الخطأ. أهمية هذه الأساطير وفق بوفوار أنها تعطي الشرعية لكل الأفضليات والامتيازات التي حصل عليها الرجل. كما أن هذه الأساطير تزيل الشعور بالذنب عن الرجل حيث أنها تبرر مصير المرأة بإرادة الطبيعة، وهكذا يتم استلاب حقوق المرأة والتعامل معها كجارية أو حتى حيوان نقل. أسطورة «الغموض» هي أكثر الأساطير انتشارا لدى الرجال، وعن طريق هذه الأسطورة يقومون بتفسير كل تصرف مبهم وغير مفهوم لديهم الناتج عن تصرف معين لامرأة. وبذلك ينتجون المرأة بصورة الآخر المطلق لهم.

### الكتاب الثاني، تجارب معاشة
تعرض بوفوار حياة الطفولة منذ الولادة، وتقارن في هذا الإطار بين نشأة الفتيان والفتيات، إذ يُقال للذكر في عمر 3 أو 4 سنوات أنه «رجل صغير». تتعلم الفتاة أن تكون امرأة، وتُفرض عليها «الأنوثة» بضغط المجتمع. لا تمتلك الفتاة أي «غرائز أمومة» بالفطرة. تشرع الفتاة بالاعتقاد في وجود «إله ذكر» وتعبده، وتخلق في مخيلتها أحباء متخيلين من البالغين. تُعتبر ظاهرة اكتشاف الجنس «ظاهرة مؤلمة مثل الفطام»، وتنظر إليها الفتاة باشمئزاز. عندما تكتشف الفتاة أن الرجال أسياد هذا العالم «يعدل ذلك من وعيها بنفسها». تصف بوفوار مرحلة البلوغ، أو بداية الدورة الشهرية، والطريقة التي تتخيل بها الفتاة الجنس مع الرجل. تسرد بوفوار الطرائق العديدة التي تقبل بها الفتاة «أنوثتها» بعد نهاية المراهقة، التي تشمل الهروب من المنزل، أو الترغيب والترهيب، أو باتباع الوضع الطبيعي، أو الابتزاز. تصف بوفوار العلاقات الجنسية مع الرجال، وتتمسك بأن نتائج التجربة الجنسية الأولى للمرأة تؤثر على حياة المرأة بالكامل. تصف بوفوار علاقات النساء الجنسية مع النساء. وتكتب: «المثلية الجنسية ليست لعنة قاتلة، ولكنها انحراف واعٍ».
تكتب بوفوار: «من العبث أن نطالب زوجين مرتبطين بروابط عملية واجتماعية وأخلاقية أن يسدوا احتياجات بعضهما الجنسية مدى الحياة». وتصف عمل النساء المتزوجات، ومنه تنظيف المنزل، وتكتب: «ليس ذلك إلا بُغضًا للموت مصحوبًا برفض للحياة». تعتقد بوفوار أن: «تقسيم العمل يحوُّل حياة الزوجة إلى خادمة، ويربطها بالعمل غير الضروري». تكتب بوفوار إن المرأة تجد الحفاظ على كرامتها مرهونًا بخضوعها لخدمة السرير وخدمة المنزل. تبتعد المرأة عن عائلتها ولا تجد سوى «الإحباط» في اليوم التالي للعرس. تشير بوفوار إلى علامات اللامساواة بين الزوجة والزوج، فهما لا يقضيان الوقت في الحب بل في «الحب عبر الزواج». تعتقد بوفوار أن الزواج «يدمر المرأة دائمًا». تقتبس بوفوار من مذكرات صوفيا تولستوي: «تجلسين هناك للأبد، وهناك يجب أن تجلسي». تعتقد بوفوار أن الزواج مؤسسة منحرفة تقمع الرجال والنساء على حد سواء.
ترى بوفوار أن الإجهاض الشرعي على يد الأطباء سيكون له قليل من المخاطر على الأم. وترى أن الكنيسة الكاثوليكية ليس لها الحق في ادعاء انتهاء الأرواح غير المولودة في الجنة بسبب عدم تعميدها؛ لأن ذلك يتناقض مع تعاليم كنسية أخرى. تكتب بوفوار أن قضية الإجهاض ليست قضية أخلاقية ولكنها «سادية ذكورية» موجهة ضد النساء. تصف بوفوار الحمل، الذي يُنظر له على أنه هبة ولعنة على النساء في آن واحد. تفقد المرأة نفسها بخلق حياة جديدة، إذ ترى نفسها مجرد «أداة سلبية». تكتب بوفوار: «تخلق السادية المازوخية للأم مشاعر للبنت ستعبر عنها بسلوكيات سادية مازوخية تجاه أبنائها، دون نهاية»، وقد تؤدي إلى ممارسات تربوية اشتراكية للطفل.
تصف بوفوار ملابس النساء، وصديقاتها وعلاقاتهن بالرجال. تكتب بوفوار: «يحبط الزواج الاحتياجات الشبقية للنساء، وينكر عليهن حرية وفردانية مشاعرهن، ويدفعهن إلى الخيانة». تصف بوفوار علاقات العاهرات مع القواد ومع النساء الأخريات، وتقارنهن بالبغايا (العاملات في الجنس في اليونان القديمة). قد تحصل الباغية على الاعتراف بها كفرد وقد تحصل على تقدير عام إذا كانت ناجحة، على عكس العاهرات. تكتب بوفوار أن انتهاء المرأة بالإياس يؤدي إلى استيقاظ المشاعر المثلية الجنسية (تعتقد بوفوار أن هذه المشاعر كامنة في أغلب النساء). عندما تتقدم المرأة في العمر يظل أمامها نصف عمرها لتعيشه. قد تختار المرأة أن تعيش خلال أولادها (غالبًا ابنها الذكر) أو أحفادها، ولكنها ستواجه «الوحدة، والندم، والضجر». قد تشترك المرأة في أنشطة عديمة الفائدة مثل «الأعمال اليديوية النسائية»، أو الألوان المائية، أو الموسيقى أو القراءة، أو تنضم إلى المؤسسات الخيرية. قليل من النساء يكرسن حياتهن لقضية أو غاية، تستنج بوفوار أن «أعلى أشكال الحرية بالنسبة للمرأة تتمثل في المواجهة الرواقية أو التهكم الشكوكي».

## وصلات خارجية
- الجنس الآخر على موقع الموسوعة البريطانية (الإنجليزية)

1. 1 2  du Plessix Gray, Francine (27 مايو 2010). "Dispatches From the Other". The New York Times. مؤرشف من الأصل في 2018-06-29. اطلع عليه بتاريخ 2011-10-24.
2. ↑  Bauer 2004, p. 122.
3. ↑  Beauvoir, Copyright page.
4. ↑  Appignanesi 2005, p. 82.
5. ↑  Beauvoir 2009، صفحة 284.
6. ↑  Beauvoir 2009، صفحات 315, 318.
7. ↑  Beauvoir 2009، صفحات 366, 368, 374, 367–368.
8. ↑  Beauvoir 2009، صفحة 383.
9. ↑  Beauvoir 2009، صفحة 436.
10. ↑  Beauvoir 2009، صفحة 481.
11. ↑  Beauvoir 2009، صفحة 485.
12. 1 2  Beauvoir 2009، صفحة 518.
13. ↑  Beauvoir 1971، صفحة 458.
14. ↑  Beauvoir 1971، صفحة 486.
15. ↑  Beauvoir 2009، صفحات 524–533, 534–550.
16. ↑  Beauvoir 1971، صفحة 495.
17. ↑  Beauvoir 2009، صفحات 571–581, 584–588, 589–591, 592–598.
18. ↑  Beauvoir 2009، صفحة 592.
19. ↑  Beauvoir 2009، صفحات 634–636.

لا توجد روابط لمواقع التواصل الاجتماعي.